# Бютнер, Макс (певец)
Макс Бютнер (нем. Max Büttner; 6 марта 1857, Потсдам — 29 мая 1927, Карлсруэ) — немецкий оперный певец (баритон) и вокальный педагог.
В гимназические годы обнаружил вокальные данные. Поступил в университет для изучения химии, однако, не завершив образования, отправился вместо этого в Берлин учиться вокалу у Юлиуса Хая и Луизы Ресс.
В 1882 г. дебютировал в берлинском Фридрих-Вильгельм-штадтском театре в партии царя в опере А. Лорцинга «Царь и плотник». Затем пел в Зондерсхаузене, Майнце, Кобурге. В 1900—1924 гг. солист придворного (затем земельного) оперного театра в Карлсруэ. Был особенно известен вагнеровскими партиями, прежде всего партией Ганса Сакса в «Нюрнбергских мейстерзингерах». «От его игры и голоса всегда исходило сердечное тепло», — писал журналист Альберт Херцог.